# Sonja Bullaty
Sonja Bullaty (17. října 1923, Praha – 5. října 2000, New York) byla americká fotografka českého původu.

## Život a tvorba
Sonja Bullaty se narodila v rodině pražského židovského bankéře v roce 1923. Svůj první fotaparát dostala od svého otce ve 14 letech. V roce 1941 byla deportována nejprve do gheta v Lodži a později do koncentračního tábora. Před koncem války uprchla z pochodu smrti poblíž Drážďan. Po osvobození se vrátila do Prahy, avšak nikdo z jejích blízkých válku nepřežil. Stala se asistentkou fotografa Josefa Sudka. V roce 1947 odjela do New Yorku, kde se seznámila s Angelem Lomeou, za kterého se provdala v roce 1951. V padesátých letech se oba věnovali fotografování uměleckých děl v muzeích a galeriích. Od počátku sedmdesátých let fotografovali barevně. Vydali spolu několik knih, jejich fotografie otiskovaly časopisy Life, Time a Audubon. V roce 1968 navštívili Prahu a dokumentovali pražské jaro a okupaci.

## Publikace (výběr)
- BULLATY, Sonja; LOMEO, Angelo; NOEL, Perrin. Vermont in All Weathers. New York: Viking Press, 1973. Dostupné online. ISBN 978-0-670-74521-0. (anglicky)
- SUDEK, Josef; BULLATY, Sonja; FÁROVÁ, Anna. Sudek. New York: Clarkson N. Potter, 1978. (anglicky) Monografie Josefa Sudka.
- BULLATY, Sonja; LOMEO, Angelo. Circle of Seasons: Central Park Celebrated. New York: Amaryllis Press, 1984. ISBN 978-0-943276-07-6. (anglicky)
- BULLATY, Sonja; LOMEO, Angelo. The Little Wild Ponies. New York: Simon & Schuster, 1987. Dostupné online. ISBN 978-0-671-64115-3. (anglicky)
- BULLATY, Sonja; LOMEO, Angelo; GUILLAUME, Marie-Ange. Provence. New York: Abbeville Press, 1993. Dostupné online. ISBN 978-1-5585-9557-6. (anglicky)
- BULLATY, Sonja; LOMEO, Angelo; GUILLAUME, Marie-Ange. Tuscany. New York: Abbeville Press, 1995. Dostupné online. ISBN 978-1-55859-895-9. (anglicky)
- BULLATY, Sonja; LOMEO, Angelo; DURASTANTI, Sylvie. Venice and the Veneto. New York: Abbeville Press, 1998. Dostupné online. ISBN 978-0-7892-0166-9. (anglicky)
- BULLATY, Sonja; LOMEO, Angelo; ROBIN, Magowan. America America. New York: Abbeville Press, 1999. Dostupné online. ISBN 978-0-7892-0530-8. (anglicky)
- BULLATY, Sonja; LOMEO, Angelo; GOLDBERGER, Paul. The World Trade Center Remembered. New York: Abbeville Press, 2001. Dostupné online. ISBN 978-0-7892-0764-7. (anglicky)

## Výstavy
- Sonja Bullaty & Josef Sudek Galerie Josefa Sudka, Praha 1, Úvoz 24, 9. února – 21. května 2017.[4]